# Cessna 175
A Cessna 175 Skylark amerikai egymotoros, felsőszárnyas, négyszemélyes többcélú könnyű repülőgép. 1958–1962 között 2106 darabot gyártott belőle a Cessna Aircraft Company. Nem volt sikeres típus, nem terjedt el széles körben, sorozatgyártása csak rövid ideig folyt.

## Jellemzői
A Cessna a típust a Cessna 172 és a Cessna 182 közti piaci rés kitöltése céljából fejlesztette ki. A gép a Cessna 172 konstrukcióján alapul. A gépbe a Cessna 172-n is alkalmazott Continental O–300-as hathengeres boxermotor reduktorral ellátott, növelt teljesítményű változatát, a GO–300-ast építették be, amely a 172-es motorjánál 22 kW-al nagyobb, 130 kW (175 LE) maximális teljesítmény leadására képes. A motor üzembiztonsága azonban nem volt megfelelő, ezért a Cessna 175-ös modell nem lett igazán sikeres. Ehhez hozzájárulhatott az is, hogy a gépkategóriában szokatlannak számító reduktoros motor szokatlan volt a pilóták számára és gyakran túl alacsony fordulatszámon működtették a motort. Az eladott 175-ösök egy részébe a GO–300-as motorok helyett később direkt kihajtású, nagyobb hengerűrtartalmú motorokat építettek.
A Cessna 175 teljesen fémépítésű, alumíniumötvözetből készült gép. A gép külső megjelenésében és szerkezeti kialakításában nagyrészt megegyezik a Cessna 172-vel. Legjellemzőbb külső eltérés a motorburkolatnál vehető észre a reduktor elhelyezése miatt. A törzs félhéj szerkezet, a hosszmerevítőket és a törzskereteket szegecseléssel rögzítették a lemezborításhoz. A szintén alumíniumépítésű és szegecskötéssel összeállított szárny merevített, mindkét félszárnyat egy-egy dúc merevíti. Futóműve tricikli elrendezésű. a főfutók rugózását acéllapok biztosítják. Az orrfutó kormányozható, és olajtöltésű lengéscsillapítóval van ellátva. Úszótalpakkal is ellátható. Személyzete egy fő, a kabin további három utas befogadására alkalmas. A gépen alkalmazott konstrukciós megoldásokat felhasználták a Cessna 172-es későbbi sorozatainál.

## Típusváltozatok[3]
- Cessna 175 – 130 kW-os (175 LE) Continental GO–300A, vagy GO–300C motorral felszerelt alapváltozat, normál felszálló tömege 1066 kg.
- Cessna 175A – GO–300C vagy GO–300D motorral ellátott változat. Szárazföldi üzemeltetésű, kerekes futóművű változatának 1066 kg, úszótalpas hidroplán változatának 1111 kg a normál felszálló tömege. 1959-ben kapott típusengedélyt.
- Cessna 175B – 1960-tól gyártott változat javított, főbb adatai megegyeznek a 175A-val.
- Cessna 175C – Continental GO–300E motorral felszerelt változat, 1961-től gyártották.

## Műszaki adatok (Cessna 175A)

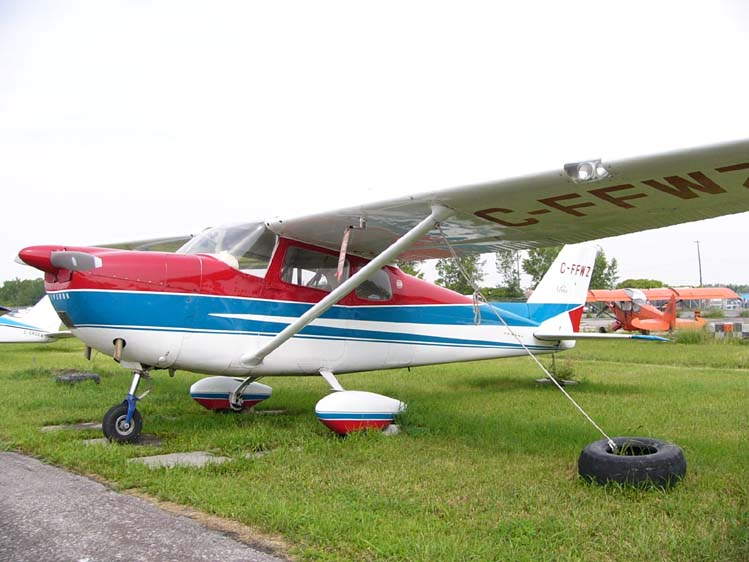
Kanadai 175A az ottawai Rockcliffe repülőtéren, nyűgözve

## Műszaki adatok (Cessna 175A)[4]

### Geometriai méretek és tömeg-adatok
- Szárnyfesztáv: 10,97 m
- Hossz: 8,08 m
- Magasság: 2,72 m
- Szárnyfelület: 16,07 m²
- Üres tömeg: 607 kg
- Felszálló tömeg: 1066 kg (kerekes futóművel), 1111 kg (úszótalpakkal)
- Hasznos terhelés: 459 kg

### Motor
- Száma: 1 db
- Típusa: Continental GO–300C léghűtéses, hathengeres, benzinüzemű boxermotor
- Felszálló teljesítmény: 130 kW (175 LE)

### Repülési jellemzők
- Maximális sebesség: 238 km/h
- Emelkedőképesség: 4,32 m/s
- Hatótávolság: 962 km
- Szárny felületi terhelése: 66,32 kg/m²